# Granbury (Teksas)
Granbury je grad u američkoj saveznoj državi Teksas. Prema popisu stanovništva iz 2010. u njemu je živjelo 7.978 stanovnika.